# مالو
مالو (به سوئدی: Malå) یک منطقهٔ مسکونی در سوئد است که در بخش مالو واقع شده‌است. مالو ۲٫۶۱ کیلومتر مربع مساحت و ۲٬۰۵۰ نفر جمعیت دارد.